# Kubas herrlandslag i vattenpolo
Kubas herrlandslag i vattenpolo representerar Kuba i vattenpolo på herrsidan. Laget slutade på femte plats i 1980 års olympiska turnering.

### Fotnoter
1. ↑  Todor Krastev (17 mars 1980). ”Men Water Polo Olympic Games 1980 Moscow (URS) - 20-29.07 Winner Soviet Union” (på engelska). Sport Statistics. Arkiverad från originalet den 20 augusti 2016. https://web.archive.org/web/20160820171911/http://www.todor66.com/Water_Polo/Olympic/Men_1980.html. Läst 27 juni 2015.